# 832 до н. е.

## Події
Сибота, міфічний цар Мессенії у Греції.

### Астрономічні явища
- 2 березня. Кільцеподібне сонячне затемнення.[1]
- 26 серпня. Повне сонячне затемнення.[1]